# Konstanty Wolny

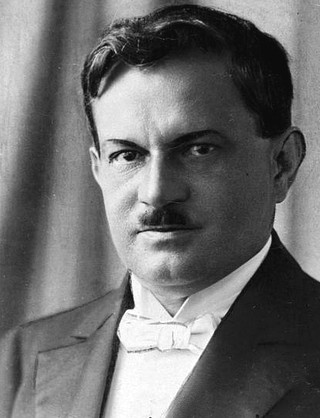
Konstantin Wolny

Konstantin Wolny (* 5. April 1877 in Bujakow bei Nikolai; † 9. November 1940 in Lemberg) war ein deutscher Rechtsanwalt, Kommissar des 1. Oberschlesischen Aufstandes, Leiter des Plebiszit-Hauptsekretariats (Generalny Sekretariat Plebiscytowy), Mitglied der Gemischten Kommission für Oberschlesien (Górnośląska Komisja Mieszana) und erster Marschall des Schlesischen Parlaments. Er war einer der Initiatoren des schlesischen Autonomiebeschlusses und der Gründung der Schlesischen Bibliothek.